# Winter-Universiade 1966/Nordische Kombination
Bei der Winter-Universiade 1966 wurde ein Wettbewerb in der Nordischen Kombination ausgetragen.

## Bilanz

### Medaillenspiegel
| Platz  | Land        | Gold | Silber | Bronze | Gesamt |
| ------ | ----------- | ---- | ------ | ------ | ------ |
| 1      | Sowjetunion | 1    | 1      | –      | 2      |
| 2      | Japan       | –    | –      | 1      | 1      |
| Gesamt | Gesamt      | 1    | 1      | 1      | 3      |

### Medaillengewinner
| Disziplin | Gold         | Silber               | Bronze           |
| --------- | ------------ | -------------------- | ---------------- |
| Männer    | Juri Simonow | Wjatscheslaw Drjagin | Takashi Fujisawa |